# Batu Pahat (district)
Batu Pahat is een district in de Maleisische deelstaat Johor.
Het district telt 417.000 inwoners op een oppervlakte van 1900 km².